# Стивън Апостолов
Стивън (Стефан Христов) Апостолов (на английски: Stephen C. Apostolof), познат и с псевдонимите Ей Си Стивън и Робърт Лий, е американски режисьор, сценарист и продуцент от български произход.

## Биография
Той е роден на 25 февруари 1928 година в Бургас. През 1948 година емигрира, а през 1952 година се установява в Съединените щати. През следващите години той става известен като режисьор и продуцент на нискобюджетни експлойтейшън и еротични филми и придобива култова слава с множество филми, които варират от еротичен хорър („Orgy of the Dead“) и suburban exposé („Suburbia Confidential“) до костюмни уестърни („Lady Godiva Rides“) и екшъни („Hot Ice“). Той е един от режисьорите, които през 60-те и 70-те години работят непрекъснато с печално известния Ед Ууд и сексплойтейшън икони като Марша Джордан и Рене Бонд.
Стивън Апостолов умира на 14 август 2005 година в Мейса.
През 2000 г. е канонизиран като „светец патрон на порнографите“ в Църквата на Ед Ууд.

## Филмография
- 1957 Journey to Freedom
- 1965 Orgy of the Dead
- 1966 Suburbia Confidential
- 1967 Motel Confidential
- 1967 The Bachelor's Dreams
- 1968 Office Love-Inn
- 1968 College Girl Confidential
- 1968 College Girls
- 1969 Lady Godiva Rides
- 1969 The Divorcee
- 1971 Drop Out
- 1972 Drop-Out Wife
- 1972 Class Reunion
- 1972 The Snow Bunnies
- 1973 The Cocktail Hostesses
- 1974 Five Loose Women (разпространяван и под заглавието Fugitive Girls)
- 1976 The Beach Bunnies
- 1978 Hot Ice
- 1990 Saturday Night Sleazies Vol 1. документален
- 1990 Saturday Night Sleazies Vol 2. документален
- 1990 Saturday Night Sleazies Vol 3. документален
- 1999 The Erotic World of A.C. Stephens
- 2001 Schlock! The Secret History of American Movies документален
- 2008 The Lascivious World of A.C. Stephen and Ed Wood, Jr.